# 预赛
预赛或称预选赛，是当参加比赛的选手过多时，进行正式比赛或决赛前的选拔赛。预赛往往是比赛中的第一轮竞赛。以团体为单位进行的比赛中，预赛也称小组赛。很多体育运动都有预赛，如排球、足球、篮球等等。在自然科学竞赛如数学竞赛、物理竞赛、化学竞赛中也常有预赛。